# Liste der Baudenkmale in Lüneburg – Rotehahnstraße
In der Liste der Baudenkmale in Lüneburg – Rotehahnstraße sind Baudenkmale in der Rotehahnstraße in der niedersächsischen Stadt Lüneburg aufgelistet. Die Quelle der IDs und der Beschreibungen ist der Denkmalatlas Niedersachsen. Der Stand der Liste ist der 25. Dezember 2021.

## Allgemein
In den Spalten befinden sich folgende Informationen:
- Lage: die Adresse des Baudenkmales und die geographischen Koordinaten. Kartenansicht, um Koordinaten zu setzen. In der Kartenansicht sind Baudenkmale ohne Koordinaten mit einem roten Marker dargestellt und können in der Karte gesetzt werden. Baudenkmale ohne Bild sind mit einem blauen Marker gekennzeichnet, Baudenkmale mit Bild mit einem grünen Marker.
- Bezeichnung: Bezeichnung des Baudenkmales
- Beschreibung: die Beschreibung des Baudenkmales. Unter § 3 Abs. 2 NDSchG werden Einzeldenkmale und unter § 3 Abs. 3 NDSchG Gruppen baulicher Anlagen und deren Bestandteile ausgewiesen.
- ID: die Objekt-ID des Baudenkmales
- Bild: ein Bild des Baudenkmales, ggf. zusätzlich mit einem Link zu weiteren Fotos des Baudenkmals im Medienarchiv Wikimedia Commons. Wenn man auf das Kamerasymbol klickt, können Fotos zu Baudenkmalen aus dieser Liste hochgeladen werden:

## Baudenkmale
Die Rotehahnstraße ist eine Parallelstraße der Straße Am Berge und Koltmannstraße, sie verläuft in der Länge von etwa 130 Meter in Nord-Süd-Richtung. Die Straße wurde nach der Gebäudegruppe der Stiftung „Roter Hahn“ benannt, es sind die Häuser Rotehahnstraße 14–19. Die Häuser wurden für die Fürsorge älterer armer Einwohner erbaut.

| Lage                                                     | Bezeichnung             | Beschreibung                                      | ID       | Bild           |
| -------------------------------------------------------- | ----------------------- | ------------------------------------------------- | -------- | -------------- |
| Rotehahnstraße 1 53° 15′ 2″ N, 10° 24′ 41″ O             | Wohnhaus                | Zum Haus gehört ein Hofflügel mit der ID 30648685 | 30668068 |                |
| Rotehahnstraße 2 53° 15′ 2″ N, 10° 24′ 41″ O             | Wohnhaus                |                                                   | 30668092 |                |
| Rotehahnstraße 2a 53° 15′ 3″ N, 10° 24′ 41″ O            | Wohnhaus                |                                                   | 30668115 |                |
| Rotehahnstraße 5 53° 15′ 4″ N, 10° 24′ 41″ O             | Wohnhaus                |                                                   | 30668138 |                |
| Rotehahnstraße 6 53° 15′ 5″ N, 10° 24′ 40″ O             | Wohnhaus                |                                                   | 30667952 |                |
| Rotehahnstraße 6a 53° 15′ 4″ N, 10° 24′ 40″ O            | Wohnhaus                |                                                   | 30653540 | BW             |
| Rotehahnstraße 6b 53° 15′ 4″ N, 10° 24′ 40″ O            | Wohnhaus                |                                                   | 30667934 |                |
| Rotehahnstraße 7 53° 15′ 4″ N, 10° 24′ 39″ O             | Wohnhaus                |                                                   | 30658355 |                |
| Rotehahnstraße 11 53° 15′ 4″ N, 10° 24′ 40″ O            | Wohnhaus                |                                                   | 30666214 |                |
| Rotehahnstraße 13 53° 15′ 4″ N, 10° 24′ 40″ O            | Wohnhaus                | Zum Haus gehört ein Hofflügel mit der ID 30648935 | 30666232 |                |
| Rotehahnstraße 15 a, b, c, d 53° 15′ 3″ N, 10° 24′ 39″ O | Hospital Zum Roten Hahn |                                                   | 30652873 | Weitere Bilder |
| Rotehahnstraße 16 a, b 53° 15′ 3″ N, 10° 24′ 38″ O       | Hospital Zum Roten Hahn |                                                   | 30652896 |                |
| Rotehahnstraße 17 53° 15′ 3″ N, 10° 24′ 38″ O            | Hospital Zum Roten Hahn |                                                   | 30652919 | BW             |
| Rotehahnstraße 19 53° 15′ 3″ N, 10° 24′ 40″ O            | Hospital Zum Roten Hahn |                                                   | 30652942 |                |
| Rotehahnstraße 20 53° 15′ 3″ N, 10° 24′ 40″ O            | Wohnhaus                |                                                   | 30668011 |                |